# Football aux Jeux olympiques de 1908
Vous lisez un « bon article » labellisé en 2015.
Navigation
Athènes 1906 Stockholm 1912
Le football est un des vingt-deux sports officiels aux Jeux olympiques de 1908. Il n’y a pas de compétition féminine et la compétition masculine se déroule par matchs à élimination directe (quarts de finale, demi-finales et finale) du 19 au 24 octobre 1908. Tous les matchs sont joués à Londres au stade olympique, d’une capacité de 66 288 spectateurs, construit spécialement pour les Jeux. Le tournoi est organisé par le Comité olympique britannique (British Olympic Association) ainsi que par la Fédération anglaise de football (The Football Association). Les deux premiers tournois olympiques de football disputés par des clubs ou des sélections locales lors des Jeux olympiques en 1900 et 1904 ne sont reconnues que par le CIO. Cette première épreuve officielle de 1908, réservée aux équipes nationales, reste par conséquent la première à être reconnue par la FIFA.
Huit équipes sont initialement inscrites, mais avant même le début du tournoi, la crise bosniaque en réduit le nombre à six, les deux équipes de l’Empire austro-hongrois, la Hongrie et la Bohême, s’étant retirées. Durant la compétition, le Danois Sophus Nielsen inscrit dix buts dans un même match contre la France, la rencontre se terminant sur le score de dix-sept buts à un, la plus lourde défaite de l’équipe nationale française et la plus large victoire de celle du Danemark. La médaille d’or est remportée par la Grande-Bretagne, après une victoire en finale par deux buts à zéro, face aux Danois. Parmi les joueurs sélectionnés, se trouve le célèbre mathématicien danois Harald Bohr.

## Préparation de l’événement

### Comité d’organisation

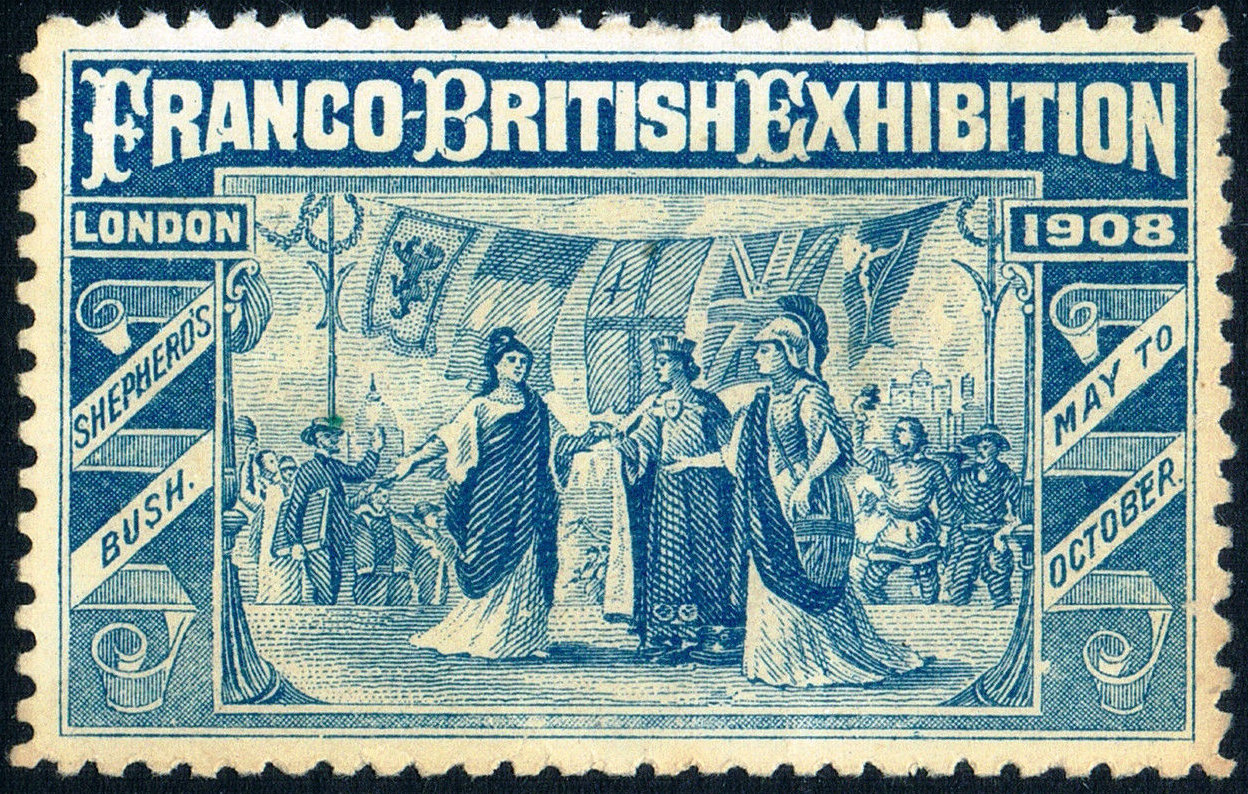
Timbre commémorant l’expositition franco-britannique de 1908.

L’organisation des Jeux olympiques de 1908 est attribuée dans un premier temps à la ville de Rome au détriment de Milan et Berlin. Ce choix correspond au souhait de Pierre de Coubertin de privilégier la candidature de la capitale italienne par rapport à celle de l’Empire allemand. Toutefois, l’éruption du Vésuve le 7 avril 1906 remet en cause l’organisation des Jeux olympiques à Rome. En effet, les coûts de reconstruction consécutifs aux dégâts considérables causés par cette éruption, notamment dans la ville de Naples, obligent le gouvernement italien à revenir sur son engagement.
Le 19 novembre 1906, le comité national olympique britannique, le British Olympic Association (BOA), désigne Lord Desborough président du comité d’organisation des jeux de Londres. Le 24 novembre 1906, le CIO désigne finalement Londres ville hôte des jeux de 1908.
Ces jeux rentrent dans le cadre de l’exposition franco-britannique de 1908 qui a lieu entre mai et octobre 1908, célébrant les quatre années de l’Entente cordiale. Le football fait partie des compétitions prévues en octobre (quatrième phase du programme) comme la boxe, la crosse, le hockey sur gazon, le patinage artistique et le rugby.

### Stade retenu

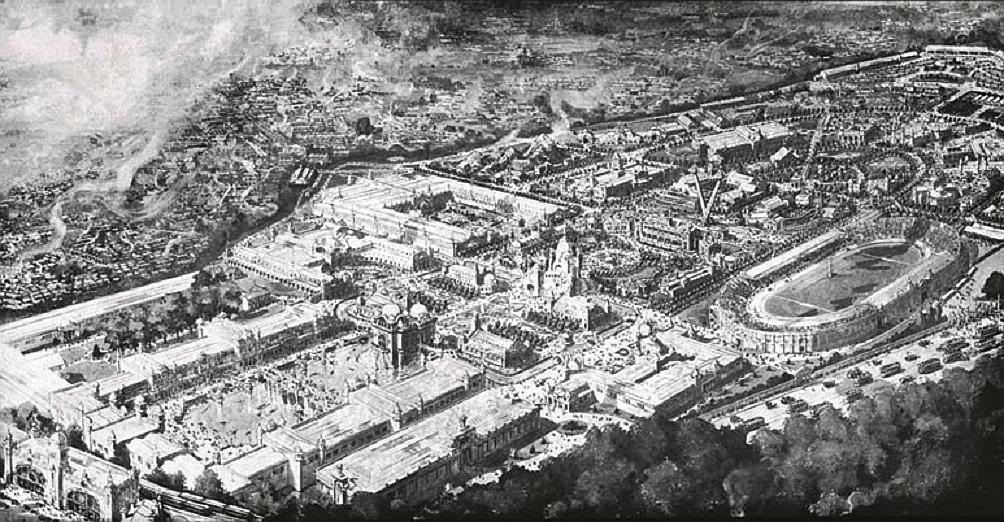
Le site de l’exposition franco-britannique vu des airs. Le stade est situé à droite.

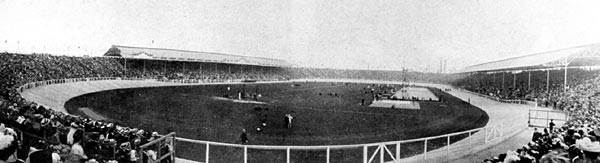
Le stade olympique, utilisé pour les matchs de football.

Le stade olympique est retenu pour la compétition de football : ce stade est une énorme enceinte multifonctionnelle construite en dix mois dès 1907 dans le quartier de Shepherd’s Bush, dans l’ouest de Londres, et inauguré par le roi Édouard VII le 27 avril 1908. D’une capacité de 66 288 spectateurs, il dispose d’une piste cycliste en béton de 660 yards (soit 603,491 mètres), accueillant les épreuves de cyclisme, à l’intérieur de laquelle est inscrite une piste d’athlétisme d’un tiers de mile (soit environ 536 mètres), accueillant les épreuves d’athlétisme. Face à la tribune principale est creusée une piscine dotée d’un plongeoir pour les épreuves de plongeon.
Le stade olympique accueille par ailleurs les épreuves de tir à l’arc, de hockey sur gazon, de crosse, de lutte, de rugby, de gymnastique.

## Acteurs des Jeux olympiques

### Équipes participantes
Il n’y a pas de compétition féminine et pour la première fois, le tournoi masculin n’est disputé que par des sélections nationales et non des clubs, comme en 1900, quand le tournoi avait été remporté par le club anglais d’Upton Park Football Club ou en 1904 (victoire du club canadien de Galt Football Club).
Pour cette édition, huit équipes provenant de sept délégations sont inscrites : la Bohême, le Danemark, deux équipes pour la France, la Grande-Bretagne, la Hongrie, les Pays-Bas et la Suède.

Les sélections participantes à l'épreuve de football aux Jeux olympiques de 1908.

Cependant la Hongrie et la Bohême déclarent forfait avant le début de la compétition, à cause de la crise bosniaque qui a débuté le 6 octobre 1908. Par ailleurs la Bohême avait aussi perdu son statut de membre de la FIFA (obtenu en 1906) peu avant les Jeux, lors du congrès de Vienne de juin 1908.
Pour ce premier tournoi international de football reconnu par la FIFA, et contrairement au tournoi olympique de hockey, une seule équipe britannique, celle d'Angleterre, est finalement alignée. En effet, à l'heure du football professionnel, la fédération anglaise est la seule, depuis 1906, à disposer d'une véritable équipe nationale amateur, tandis que les fédérations écossaise, irlandaise et galloise ne souhaitent pas monter une équipe d'amateurs spécialement pour l'évènement et renoncent à s'engager. L'équipe d'Angleterre amateur se retrouve être la seule représentante du Royaume-Uni et se voit par conséquent disputer ce tournoi olympique sous la bannière de la Grande-Bretagne,.
Pour la France, l’USFSA, membre fondatrice de la FIFA en 1904, est en rupture avec cette dernière depuis 1907 mais, étant une association fortement liée à Pierre de Coubertin (créateur du CIO), elle s'occupe de la sélection olympique et aligne deux équipes,.

Drapeaux des sélections inscrites
La Bohême, royaume de l’Empire austro-hongrois, déclare forfait.
Le Danemark, médaille d'or avec une sélection de Copenhague en 1906.
La France est représentée par deux équipes.
La Grande-Bretagne, pays organisateur et médaille d'or en 1900 avec le Club d'Upton Park.
La Hongrie, royaume de l’Empire austro-hongrois, déclare forfait.
Les Pays-Bas.
La Suède.

### Joueurs
Les effectifs de chaque sélection présente sont composés de joueurs amateurs, tel que le dispose le règlement de la compétition,. Ce même règlement dispose aussi que chaque équipe a le droit d’avoir en plus des joueurs titulaires des joueurs-réserves, qui doivent être inscrits avant le 1er septembre 1908.
Parmi les joueurs sélectionnés, on retrouve le célèbre mathématicien danois Harald Bohr, qui deviendra célèbre pour le théorème de Bohr-Mollerup en 1922 ou la compactification de Bohr (en).
| Danemark | France A | France B | Grande-Bretagne, | Pays-Bas | Suède |
| Sélectionneur : Charlie Williams Peter Andersen Harald Bohr Charles Buchwald Ludvig Drescher Johannes Gandil Harald Hansen August Lindgren Kristian Middelboe Nils Middelboe Sophus Nielsen Oskar Nørland Bjørn Rasmussen Vilhelm Wolfhagen Magnus Beck Ødbert Bjarnholt Knud Hansen Einar Middelboe | Sélectionneur inconnu Georges Albert Georges Bayrou Gaston Cyprès Jean Dubly René Fenouillère André François Charles Renaux Émile Sartorius Louis Schubart Maurice Tilliette Ursule Wibaut O. Desaulty Albert Dubly Julien du Rhéart Gabriel Hanot Marius Royet J. Signoret J. Zimmermman | Sélectionneur inconnu Charles Bilot Sadi Dastarac Fernand Desrousseaux Adrien Filez Raoul Gressier Henri Holgard Albert Jenicot Paul Mathaux Pierre Six Joseph Verlet Justin Vialaret Victor Denis René Eucher Étienne Morillon Georges Prouvost Albert Schaff | Sélectionneur : Alfred Davis Horace Bailey Arthur Berry Frederick Chapman Walter Corbett Harold Hardman Robert Hawkes Kenneth Hunt Herbert Smith Harold Stapley Clyde Purnell Vivian Woodward George Barlow Albert Bell Ronald Brebner W. Crabtree Walter Daffern Thomas Porter Albert Scothern | Sélectionneur : Edgar Chadwick Reinier Beeuwkes Frans de Bruijn Kops Karel Heijting Jan Kok Bok de Korver Emil Mundt Lou Otten Jops Reeman Edu Snethlage Ed Sol Jan Thomée Caius Welcker Jan van den Berg Lo La Chapelle Vic Gonsalves John Heijning Toine van Renterghem | Sélectionneur : Ludvig Kornerup Sune Almkvist Nils Andersson Karl Ansén Oskar Bengtsson Gustaf Bergström Arvid Fagrell Åke Fjästad Karl Gustafsson Valter Lidén Hans Lindman Theodor Malm Olof Ohlsson Sven Ohlsson Sven Olsson Erik Bergström Thor Ericsson |

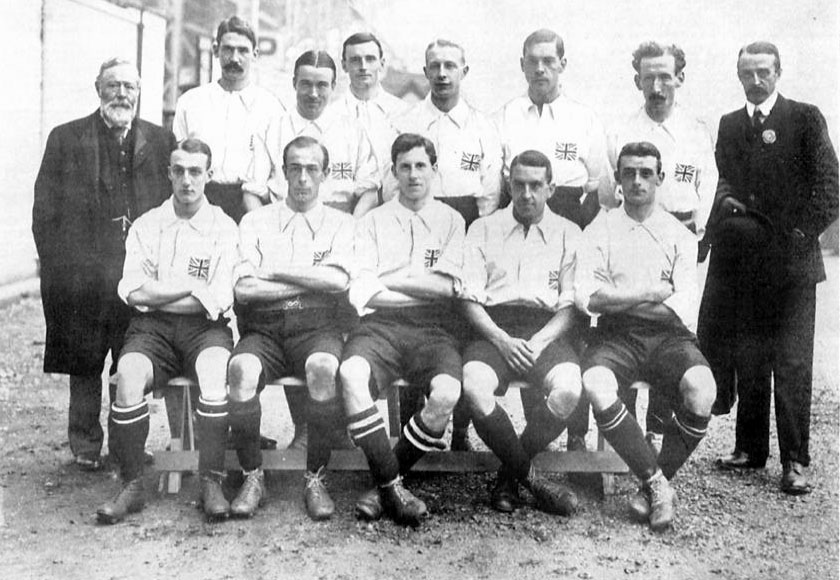
La sélection britannique aux JO de 1908.
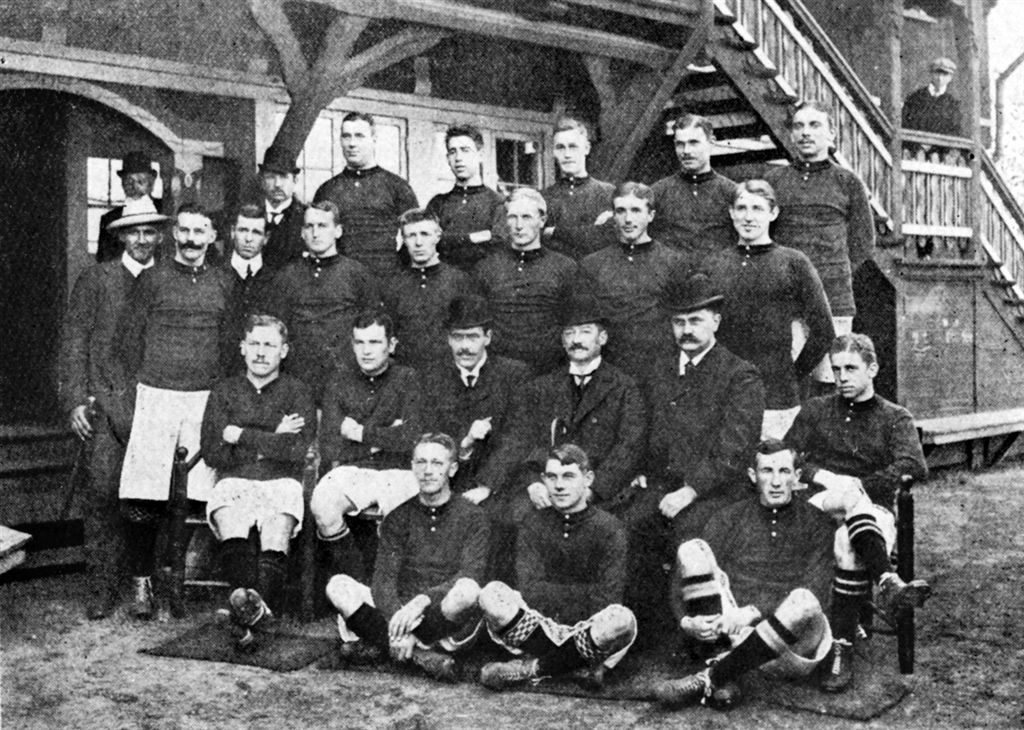
L’équipe danoise aux JO de 1908. Harald Bohr est, sur le rang supérieur, le deuxième en partant de la gauche.
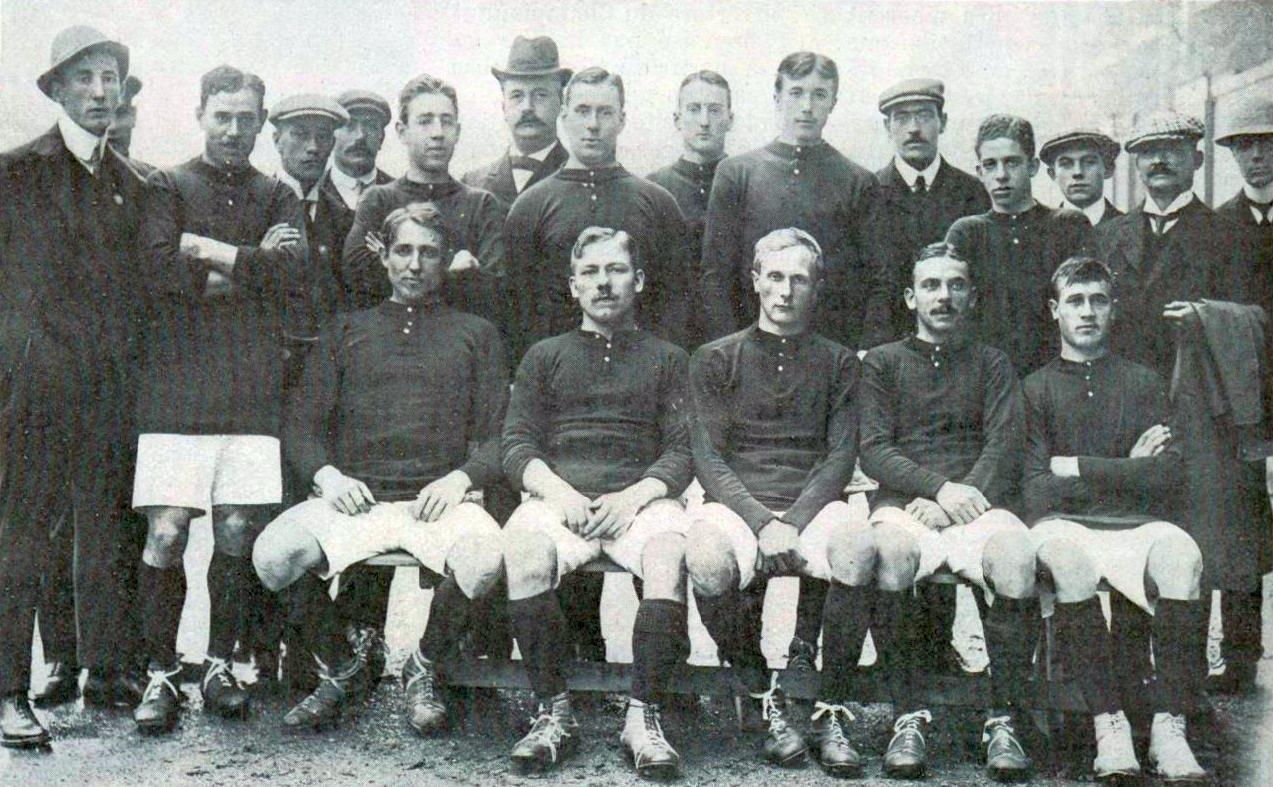
L'équipe danoise de football aux JO 1908.
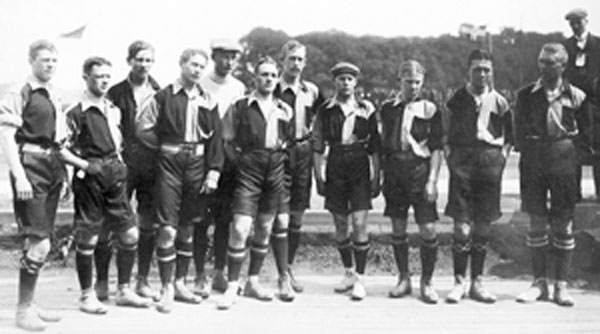
La Suède lors du premier match de son histoire, contre la Norvège aux JO 1908, le 12 juillet 1908.

### Arbitres

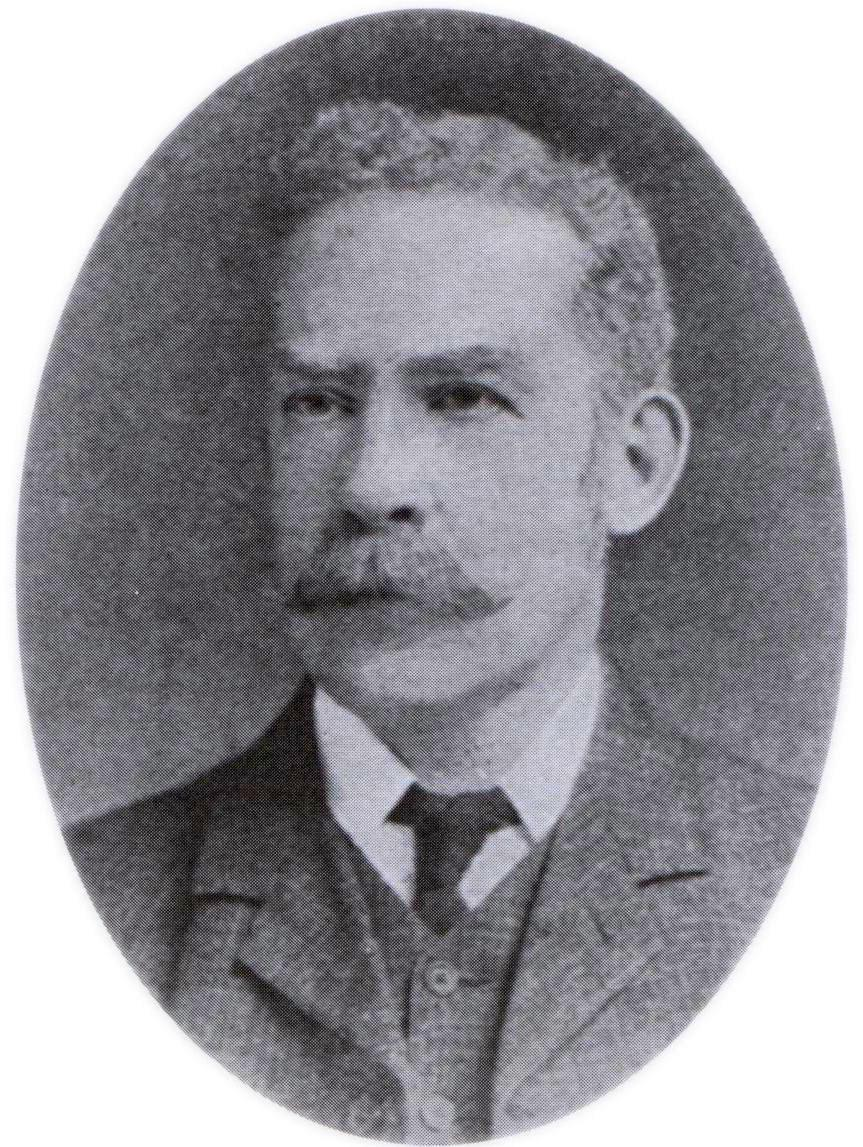
Le britannique John Lewis, arbitre de la finale olympique de 1908.

Les arbitres officiant pour cette compétition ont été désignés par le Conseil de la Fédération anglaise de football (en). Ils sont tous Britanniques et même tous Anglais : c’est la première et l’unique fois lors des épreuves de football des Jeux olympiques que tous les arbitres de la compétition sont de la même nationalité. Les régions d’origine indiquées dans le rapport officiel sont reportées ici entre parenthèses.
- Thomas Campbell[25],[note 12]
- John Howcroft[26],[note 12]
- John Ibbotson (Derbyshire)[27]
- Thomas Kyle (Berks et Bucks)[28]
- John Lewis (Lancashire)[29]
- John Pearson[30],[note 13]

Certains arbitres sont déjà expérimentés : Lewis en 1895, en 1897 et en 1898 et Campbell en 1908 ont dirigé des finales de Coupe d’Angleterre.
Quant aux arbitres de touche, douze personnes sont désignés pour officier lors des matchs :
- Lieutenant W. C. Clover (Army[note 14])
- J. Dickerson[31],[note 12]
- M. C. Frowde (Dorset)
- H. Gray (Durham)
- A. C. Hines (Notts)
- J. T. Hornby[31],[note 12]
- E. C. Jarvis (Hampshire)
- L. F. Morrison[9] ou L. P. Morrison[32] (Herts)
- F. Lockwood (Kent)
- W. E. Roberts (Sussex)
- F. Styles (Northants)
- H. Woollett (Londres)

## Tournoi olympique
Le tirage au sort a lieu à Londres, le 2 octobre 1908.

### Tableau récapitulatif
|  | Quarts de finale          | Quarts de finale          |                           |                           | Demi-finales              | Demi-finales              |    |  | Finale                    | Finale                    |
|  | Quarts de finale          | Quarts de finale          |                           |                           | Demi-finales              | Demi-finales              |    |  | Finale                    | Finale                    |
|  |                           |                           |                           |                           |                           |                           |    |  |                           |                           |
|  | 20 octobre 1908 - Londres | 20 octobre 1908 - Londres |                           |                           | 22 octobre 1908 - Londres | 22 octobre 1908 - Londres |    |  | 24 octobre 1908 - Londres | 24 octobre 1908 - Londres |
|  | 20 octobre 1908 - Londres | 20 octobre 1908 - Londres |                           |                           | 22 octobre 1908 - Londres | 22 octobre 1908 - Londres |    |  | 24 octobre 1908 - Londres | 24 octobre 1908 - Londres |
|  | Grande-Bretagne           | 12                        |                           |                           | 22 octobre 1908 - Londres | 22 octobre 1908 - Londres |    |  | 24 octobre 1908 - Londres | 24 octobre 1908 - Londres |
|  | Grande-Bretagne           | 12                        |                           |                           | 22 octobre 1908 - Londres | 22 octobre 1908 - Londres |    |  | 24 octobre 1908 - Londres | 24 octobre 1908 - Londres |
|  | Suède                     | 1                         |                           |                           | 22 octobre 1908 - Londres | 22 octobre 1908 - Londres |    |  | 24 octobre 1908 - Londres | 24 octobre 1908 - Londres |
|  | Suède                     | 1                         | Grande-Bretagne           | 4                         |                           |                           |    |  | 24 octobre 1908 - Londres | 24 octobre 1908 - Londres |
|  | 19 octobre 1908 - Londres |                           | Grande-Bretagne           | 4                         |                           |                           |    |  | 24 octobre 1908 - Londres | 24 octobre 1908 - Londres |
|  |                           | Pays-Bas                  | 0                         |                           |                           |                           |    |  | 24 octobre 1908 - Londres | 24 octobre 1908 - Londres |
|  | Pays-Bas                  | Pays-Bas                  | 0                         | Q.                        |                           |                           |    |  | 24 octobre 1908 - Londres | 24 octobre 1908 - Londres |
|  | Pays-Bas                  |                           |                           | Q.                        |                           |                           |    |  | 24 octobre 1908 - Londres | 24 octobre 1908 - Londres |
|  | Hongrie                   | forfait                   |                           |                           |                           |                           |    |  | 24 octobre 1908 - Londres | 24 octobre 1908 - Londres |
|  | Hongrie                   | forfait                   | Grande-Bretagne           | 2                         |                           |                           |    |  |                           |                           |
|  | 20 octobre 1908 - Londres |                           | Grande-Bretagne           | 2                         |                           |                           |    |  |                           |                           |
|  |                           | Danemark                  | 0                         |                           |                           |                           |    |  |                           |                           |
|  | France A                  | Danemark                  | 0                         | Q.                        |                           |                           |    |  |                           |                           |
|  | France A                  | 22 octobre 1908 - Londres |                           | Q.                        |                           |                           |    |  |                           |                           |
|  | Bohême                    | forfait                   |                           |                           |                           |                           |    |  |                           |                           |
|  | Bohême                    | forfait                   | France A                  | 1                         |                           |                           |    |  |                           |                           |
|  | 19 octobre 1908 - Londres | 19 octobre 1908 - Londres | France A                  | 1                         | Match pour la 3e place    | Match pour la 3e place    |    |  |                           |                           |
|  | 19 octobre 1908 - Londres | 19 octobre 1908 - Londres |                           | Danemark                  | Match pour la 3e place    | Match pour la 3e place    | 17 |  |                           |                           |
|  | France B                  | 0                         | 23 octobre 1908 - Londres | 23 octobre 1908 - Londres |                           |                           | 17 |  |                           |                           |
|  | France B                  | 0                         | 23 octobre 1908 - Londres | 23 octobre 1908 - Londres |                           |                           |    |  |                           |                           |
|  | Danemark                  | 9                         |                           | Pays-Bas                  | 2                         |                           |    |  |                           |                           |
|  | Danemark                  | 9                         |                           | Pays-Bas                  | 2                         |                           |    |  |                           |                           |
|  |                           |                           |                           |                           |                           |                           |    |  | Suède                     | 0                         |
|  |                           |                           |                           |                           |                           |                           |    |  | Suède                     | 0                         |

### Premier tour
| 19 octobre 1908 | Pays-Bas | Q. - forfait | Hongrie |  |  |
|                 |          |              |         |  |  |

La Hongrie, du royaume de l’Empire austro-hongrois, déclare forfait avant le tournoi en raison de la crise bosniaque.
| 19 octobre 1908 | France B | 0 – 9   | Danemark | | |
| 15:00           | | (0 - 4) | 10e 49e N. Middelboe · 15e 17e 67e 72e Wolfhagen · 25e 47e Bohr · 78e S. Nielsen                                        | Stade olympique, Londres Spectateurs : 2 000 Arbitrage : Thomas Kyle assisté d’E. C. Jarvis et de L. F. Morrison | Stade olympique, Londres Spectateurs : 2 000 Arbitrage : Thomas Kyle assisté d’E. C. Jarvis et de L. F. Morrison |
| 15:00           | Rapports de la DBU, de la FFF et de la FIFA                                                                  |         | | Stade olympique, Londres Spectateurs : 2 000 Arbitrage : Thomas Kyle assisté d’E. C. Jarvis et de L. F. Morrison | Stade olympique, Londres Spectateurs : 2 000 Arbitrage : Thomas Kyle assisté d’E. C. Jarvis et de L. F. Morrison |
| 15:00           | Desrousseaux - Verlet , Charles Bilot - Dastarac, Gressier, Vialaret - Six, Jenicot, Holgard, Mathaux, Filez | Équipes | Drescher - Buchwald, Hansen - Bohr, K. Middelboe , N. Middelboe - O. Nielsen, Lindgren, S. Nielsen, Wolfhagen, Andersen | Stade olympique, Londres Spectateurs : 2 000 Arbitrage : Thomas Kyle assisté d’E. C. Jarvis et de L. F. Morrison | Stade olympique, Londres Spectateurs : 2 000 Arbitrage : Thomas Kyle assisté d’E. C. Jarvis et de L. F. Morrison |

Le match a lieu l’après-midi du 19 octobre.
D’après le rapport officiel, la rencontre est jouée sous un temps à la fois brumeux et inconfortable et sur un terrain dont le gazon dans sa partie centrale s’avère glissant. Nils Middelboe inscrit le premier but pour les Danois après une douzaine de minutes. Puis cinq minutes plus tard, Wolfhagen marque les second et troisième buts coup sur coup. Bohr marque le but du quatre à zéro, score à la mi-temps. Dès le début de la seconde période, Harald Bohr et Niels Middelboe inscrivent deux buts en l’espace de deux minutes. Les Danois continuent d’attaquer et gagnent la rencontre sur le score de neuf buts à zéro.
Les Français n’ont jamais été « capables de jouer leur meilleur jeu » et n’ont inquiété le gardien danois qu’à deux ou trois reprises de tout le match.
| 20 octobre 1908 | France A | Q. - forfait | Bohême |  |  |
|                 |          |              |        |  |  |

La Bohême, du royaume de l’Empire austro-hongrois, déclare forfait avant le tournoi en raison de la crise bosniaque.
| 20 octobre 1908 | Grande-Bretagne                                                                               | 12 – 1  | Suède | | |
| 15:00           | Stapley 15e ?? · Woodward ?? · Berry ?? · Chapman ?? · Purnell ?? · Hawkes ??                 | (7 - 0) | 65e Bergström                                                                                                 | Stade olympique, Londres Spectateurs : 2 000 Arbitrage : John Ibbotson assisté de M. C. Frowde et de W. C. Clover | Stade olympique, Londres Spectateurs : 2 000 Arbitrage : John Ibbotson assisté de M. C. Frowde et de W. C. Clover |
| 15:00           | Rapport de la FIFA                                                                            |         | | Stade olympique, Londres Spectateurs : 2 000 Arbitrage : John Ibbotson assisté de M. C. Frowde et de W. C. Clover | Stade olympique, Londres Spectateurs : 2 000 Arbitrage : John Ibbotson assisté de M. C. Frowde et de W. C. Clover |
| 15:00           | Bailey - Corbett, Smith - Hunt, Chapman, Hawkes - Berry, Woodward , Stapley, Purnell, Hardman | Équipes | Bengtsson - Fjästad, Malm - Olsson, Lindman , O. Ohlsson, Almkvist - Bergström, Gustafsson, S. Ohlsson, Ansén | Stade olympique, Londres Spectateurs : 2 000 Arbitrage : John Ibbotson assisté de M. C. Frowde et de W. C. Clover | Stade olympique, Londres Spectateurs : 2 000 Arbitrage : John Ibbotson assisté de M. C. Frowde et de W. C. Clover |

Le match a lieu l’après-midi du 20 octobre, le lendemain du match entre France B et le Danemark.
D’après le rapport officiel, les Suédois manquent de marquer le premier but du match : à la suite d’une passe admirable d’Ansén, Bergström trouve le poteau. Ensuite, l’équipe suédoise semble s’effondrer, les buts s’enchaînent très rapidement (par Stapley, Woodward, Berry et Chapman, et peu avant la mi-temps, par Purnell à deux reprises et de nouveau Woodward). L’équipe britannique mène sept buts à zéro à la pause. Pendant la demi-heure qui suit la reprise, les Suédois jouent mieux et empêchent non seulement les Anglais de marquer mais ont également quelques belles occasions, ils sont enfin récompensés avec un but de Bergström. Ce but est la dernière action suédoise et les Britanniques reprennent le jeu à leur compte en marquant coup sur coup cinq nouveaux buts (deux buts de Purnell, deux de Hawkes et un de Stapley).
Les Suédois sont battus douze buts à un mais la différence aurait été loin d’être aussi grande si leurs attaquants « avaient pu conserver leur calme en face du but au lieu de tirer sauvagement ». Excepté en face du but adverse, les attaquants suédois ont réalisé un bon match mais la défense était faible et laissait sans protection le gardien Bengtsson peu fautif sur les buts anglais.

### Demi-finales
| 22 octobre 1908 | Grande-Bretagne                                                                               | 4 – 0   | Pays-Bas                                                                                               | | |
| 15:00           | Stapley 37e 60e 64e 75e                                                                       | (1 - 0) | | Stade olympique, Londres Spectateurs : 6 000 Arbitrage : John Howcroft assisté de H. Gray et de W. E. Roberts | Stade olympique, Londres Spectateurs : 6 000 Arbitrage : John Howcroft assisté de H. Gray et de W. E. Roberts |
| 15:00           | Rapports de la FIFA et de Voetbalstats.NL                                                     |         | | Stade olympique, Londres Spectateurs : 6 000 Arbitrage : John Howcroft assisté de H. Gray et de W. E. Roberts | Stade olympique, Londres Spectateurs : 6 000 Arbitrage : John Howcroft assisté de H. Gray et de W. E. Roberts |
| 15:00           | Bailey - Corbett, Smith - Hunt, Chapman, Hawkes - Berry, Woodward , Stapley, Purnell, Hardman | Équipes | Beeuwkes - Heijting, Otten - de Korver, Sol, Mundt - Reeman, Snethlage, Thomée, Welcker, de Bruyn Kops | Stade olympique, Londres Spectateurs : 6 000 Arbitrage : John Howcroft assisté de H. Gray et de W. E. Roberts | Stade olympique, Londres Spectateurs : 6 000 Arbitrage : John Howcroft assisté de H. Gray et de W. E. Roberts |

D’après le rapport officiel, le gardien de but néerlandais Beeuwkes doit arrêter un certain nombre de frappes anglaises dès le début de la rencontre. Pour les Pays-Bas, Snethlage est assez remarquable mais « un peu trop altruiste », défaut de plus en plus marqué au fur et à mesure de la partie. Aucun but n’est inscrit pendant trente-sept minutes mais avant la mi-temps, une talonnade un peu chanceuse de Stapley termine dans le but des Pays-Bas. En seconde période, une erreur de Corbett permet aux attaquants néerlandais d’être en possession du ballon près du but britannique mais Bailey réussit à arrêter le tir qui suit. Stapley marque un deuxième but après une course entre les défenseurs à la suite d’un coup franc. Il inscrit un troisième but quelques minutes plus tard avec l’aide de Hardman. Stapley, sur une passe en avant de Chapman dans le dos des défenseurs adverses, réussit un quadruplé. Welcker fait un certain nombre de bonnes courses pour les Pays-Bas mais il est insuffisamment aidé par ses camarades attaquants et les défenseurs ne sont pas très habiles à soutenir une attaque. Le jeu se termine en faveur du Royaume-Uni sur le score de quatre buts à zéro, tous les buts ont été marqués par Stapley.
Les Néerlandais ont fait bonne impression, ils ont été rapides et habiles ballon au pied et leurs attaquants ont été bien formés au jeu de passe, la défense était très forte, sereine et pleine de ressources. Avec un peu plus de confiance dans leurs propres forces et une meilleure frappe, l’équipe néerlandaise aurait pu jouer la victoire, d’autant plus que l’équipe anglaise n’était pas au niveau d’un match international à l’exception des ailiers.
Le journaliste et ancien footballeur écossais John Cameron donne un avis comparable au rapport officiel en se déclarant agréablement surpris du niveau des Néerlandais : les deux équipes présentent un niveau de jeu similaire en première mi-temps. La qualité du gardien et de la défense des Pays-Bas est louée et il affirme que l’équipe néerlandaise aurait probablement gagné si elle avait été aussi efficace face au but de la Grande-Bretagne que dans le milieu de terrain,.
| 22 octobre 1908 | France A                                                                                                | 1 – 17  | Danemark | | |
| 13:00           | Sartorius 16e                                                                                           | (1 - 6) | 3e 4e 6e 39e 46e 48e 52e 64e 66e 76e S. Nielsen · 18e 37e Lindgren · 60e 72e 82e 89e Wolfhagen · 68e N. Middelboe    | Stade olympique, Londres Spectateurs : 1 000 Arbitrage : Thomas Campbell assisté de F. Lockwood et d’A. C. Hines | Stade olympique, Londres Spectateurs : 1 000 Arbitrage : Thomas Campbell assisté de F. Lockwood et d’A. C. Hines |
| 13:00           | Rapports de la DBU, de la FFF et de la FIFA                                                             |         | | Stade olympique, Londres Spectateurs : 1 000 Arbitrage : Thomas Campbell assisté de F. Lockwood et d’A. C. Hines | Stade olympique, Londres Spectateurs : 1 000 Arbitrage : Thomas Campbell assisté de F. Lockwood et d’A. C. Hines |
| 13:00           | Tillette - Wibaut, Dubly - Bayrou, Renaux, Schubart - Sartorius, Albert, François , Cyprès, Fenouillère | Équipes | Drescher - Buchwald, Hansen - Bohr, K. Middelboe , N. Middelboe - Gandil, Lindgren, S. Nielsen, Wolfhagen, Rasmussen | Stade olympique, Londres Spectateurs : 1 000 Arbitrage : Thomas Campbell assisté de F. Lockwood et d’A. C. Hines | Stade olympique, Londres Spectateurs : 1 000 Arbitrage : Thomas Campbell assisté de F. Lockwood et d’A. C. Hines |

D’après le rapport officiel, dès le début du match, le Danemark attaque et Sophus Nielsen inscrit trois buts en quatre minutes, soit un score de trois buts à zéro dès la sixième minute. La France devient ensuite plus offensive mais les attaquants français ne profitent pas d’une première erreur des deux défenseurs et du gardien du but, mais sur une seconde erreur Sartorius inscrit à la seizième minute le seul but français du match (après avoir pris la balle à Hansen, Sartorius tire entre les jambes de Drescher). Avant la mi-temps, Lindgren (par deux fois) et Nielsen aggravent le score. À la mi-temps, le Danemark mène logiquement six buts à un.
En seconde mi-temps, les Français ne font que quelques incursions dans le camp danois et n’arrivent pas à s’offrir d’occasions, alors que les Danois inscrivent onze buts (un sextuplé de S. Nielsen, un quadruplé de Wolfhagen et un but de N. Middleboe) pour terminer le match sur le score de dix-sept buts à un. Ce match est encore la plus lourde défaite de l’équipe de France de football et la plus grosse victoire de celle du Danemark.
Le rapport officiel considère ce match comme une répétition de la rencontre Danemark-France B mais avec cette deuxième équipe de France encore plus faible que la première, en particulier le gardien de but. Les attaquants français ne sont pas mauvais individuellement mais ne savent pas jouer ensemble. Dans les deux matchs, les Français des deux équipes, et plus particulièrement la défense, étaient loin de s’attendre à un adversaire qui aurait la possession du ballon au lieu de l’avoir pour eux.
À la suite de ce match, les Français déclarent forfaits et retournent en France. John Cameron commente ainsi l’attitude des Français : « Ils [les Français] étaient trop polis et trop friands de fumer continuellement une cigarette. Ils fumaient jusqu’au début du match, fumaient une autre cigarette durant la mi-temps et finissaient la journée en répétant cette habitude »,,. Le journaliste français Robert Desmarets explique après cette débâcle : « Il faut que, sans retard, nos dirigeants mettent sur pied une équipe nationale et fassent l’impossible pour lui procurer le moyen de s’entraîner, sans quoi nous ne pourrons arriver à venger notre échec des Jeux Olympiques 1908 ».

### Match pour la médaille de bronze
| 23 octobre 1908 | Pays-Bas                                                                                             | 2 – 0 ou 2 – 1 | Suède | | |
| 15:00           | Reeman 6e · Snethlage 58e                                                                            |                | [ note 18 ] | Stade olympique, Londres Spectateurs : 1 000 Arbitrage : John Pearson assisté de J. T. Hornby et de J. Dickerson | Stade olympique, Londres Spectateurs : 1 000 Arbitrage : John Pearson assisté de J. T. Hornby et de J. Dickerson |
| 15:00           | Rapports de la FIFA et de Voetbalstats.NL                                                            |                | | Stade olympique, Londres Spectateurs : 1 000 Arbitrage : John Pearson assisté de J. T. Hornby et de J. Dickerson | Stade olympique, Londres Spectateurs : 1 000 Arbitrage : John Pearson assisté de J. T. Hornby et de J. Dickerson |
| 15:00           | Beeuwkes - Heijting, Otten - Kok, de Korver, Sol - Reeman, Snethlage, Thomée, Welcker, de Bruyn Kops | Équipes        | Bengtsson - Fjästad, Andersson - Olsson, Lindman , Lidén, O. Ohlsson - Fagrell, G. Bergström, Gustafsson, Ansén | Stade olympique, Londres Spectateurs : 1 000 Arbitrage : John Pearson assisté de J. T. Hornby et de J. Dickerson | Stade olympique, Londres Spectateurs : 1 000 Arbitrage : John Pearson assisté de J. T. Hornby et de J. Dickerson |

En parallèle du tournoi principal, les équipes éliminées avant la finale devaient disputer le tournoi de consolante dont le vainqueur remporte la médaille de bronze. Mais, à la suite des forfaits préalables de la Hongrie et de la Bohême, puis des équipes de France B et A qui, après leur déroute contre le Danemark respectivement en quart de finale et en demi-finale, ont jeté l'éponge; il ne reste que deux équipes en lice : les Pays-Bas (battus en demi-finale) et la Suède (battue en quart de finale). Ces deux équipes se retrouvent donc directement en finale du tournoi de consolante.
Une incertitude demeure concernant le score final de ce match pour la médaille de bronze (2 à 0 ou 2 à 1 en faveur des Néerlandais). En effet, le rapport officiel, qui est la source la plus proche de l'évènement, indique clairement que les Pays-Bas remportent le match sur le score de deux buts à un et précise que la Suède était proche d’égaliser mais a manqué de chance,. Ce rapport ne contient toutefois pas d'autre précision sur la rencontre (aucune donnée chiffrée). Les documents publiés ultérieurement par la FIFA indiquent le score de deux buts à zéro pour ce match Pays-Bas - Suède et contredisent ainsi le compte-rendu du rapport officiel rédigé à l'issue des Jeux olympiques 1908.

### Finale
| 24 octobre 1908 | Grande-Bretagne                                                                               | 2 – 0   | Danemark | | |
| 15:00 ou 15:30  | Chapman 20e · Woodward 46e                                                                    |         | | Stade olympique, Londres Spectateurs : 8 000 Arbitrage : John Lewis assisté de F. Styles et de H. Woollett | Stade olympique, Londres Spectateurs : 8 000 Arbitrage : John Lewis assisté de F. Styles et de H. Woollett |
| 15:00 ou 15:30  | Rapports de la DBU et de la FIFA                                                              |         | | Stade olympique, Londres Spectateurs : 8 000 Arbitrage : John Lewis assisté de F. Styles et de H. Woollett | Stade olympique, Londres Spectateurs : 8 000 Arbitrage : John Lewis assisté de F. Styles et de H. Woollett |
| 15:00 ou 15:30  | Bailey - Corbett, Smith - Hunt, Chapman, Hawkes - Berry, Woodward , Stapley, Purnell, Hardman | Équipes | Drescher - Buchwald, Hansen - Bohr, K. Middelboe , N. Middelboe - O. Nielsen, Lindgren, S. Nielsen, Wolfhagen, Rasmussen | Stade olympique, Londres Spectateurs : 8 000 Arbitrage : John Lewis assisté de F. Styles et de H. Woollett | Stade olympique, Londres Spectateurs : 8 000 Arbitrage : John Lewis assisté de F. Styles et de H. Woollett |

D’après le rapport officiel, le premier but anglais est marqué en début de match : Drescher glisse dans le filet de la cage danoise et ne peut arrêter Chapman. Les Danois empêchent ensuite un long moment le jeu anglais de se développer. Une action de Lindgren est dangereuse pour l’équipe britannique mais peu après, c’est le gardien danois Drescher qui se doit d’effectuer un bel arrêt sur un tir de Stapley. Avant la pause, un but de l’Anglais Purnell est refusé pour un hors-jeu.
Au début de la seconde période, le Danemark a des opportunités de frapper au but mais c’est finalement Woodward qui inscrit un second but pour la Grande-Bretagne avec un magnifique tir hors de la portée de Drescher. Les Danois attaquent sans cesse pour revenir dans la partie et Lindgren, après une longue course, se présente face à Bailey qui sauve le ballon sur la ligne. Le match se poursuit sous une pression continue des Danois et au coup de sifflet final, le match est vu comme un match âprement disputé.
La Grande-Bretagne remporte la finale sur le score de deux buts à zéro face aux Danois. Le résultat est vu comme plutôt flatteur pour les Britanniques avec des Danois ayant beaucoup mieux joué ensemble que leurs vainqueurs et sur un rythme plus élevé que face aux Français. Le Danois Kristian Middelboe se distingue en ayant transmis de nombreux bons ballons à ses attaquants.

## Classement et médaillés
| Médaillé d’argent Danemark | Champion olympique Grande-Bretagne 1er titre | Médaillé de bronze Pays-Bas |

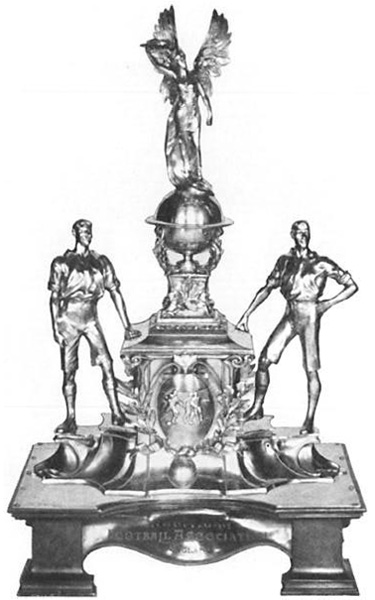
Le Challenge Trophy pour les épreuves olympiques de football en 1908, 1912 et 1920.

Au terme du tournoi, la Grande-Bretagne, sous la direction du sélectionneur Alfred Davis, remporte sa deuxième médaille d’or au titre du football aux Jeux olympiques. Cette récompense est toutefois considérée par la FIFA comme la première ainsi obtenue, l’épreuve remportée par le club amateur anglais d’Upton Park Football Club en 1900 n’étant pas reconnue par la fédération internationale.
Les footballeurs britanniques, Horace Bailey, Arthur Berry, Frederick Chapman, Walter Corbett, Harold Hardman, Robert Hawkes, Kenneth Hunt, Herbert Smith, Harold Stapley, Clyde Purnell et le capitaine Vivian Woodward reçoivent une médaille d’or. Les joueurs-réserves (George Barlow, Albert Bell, Ronald Brebner, W. Crabtree, Walter Daffern, Thomas Porter et Albert Scothern) ne sont pas honorés du titre de champion olympique. De la même manière, seuls onze joueurs du Danemark et onze des Pays-Bas sont crédités respectivement des médailles d’argent et de bronze,.
La fédération anglaise de football fait don au CIO d’un trophée, le Challenge Trophy, spécifiquement destiné à récompenser le gagnant de l’épreuve de football. L’équipe nationale victorieuse, récipiendaire du trophée, doit le restituer au CIO avant le 31 mai 1909. L’équipe britannique ayant gagné la finale, le trophée reste donc quelques mois de plus en Grande-Bretagne, là-même où il a été créé. Ce trophée sera par la suite remis en jeu en 1912 et en 1920 avant d’être abandonné.
À l’origine, hors finalistes et protagonistes du match pour la médaille de bronze, les autres équipes n’étaient pas classées. Cependant, la FIFA a établi rétroactivement un classement final pour les premières épreuves de football aux Jeux olympiques, basé sur la progression lors de la compétition, le nombre de matchs gagnés, la différence de buts puis enfin sur le nombre de buts marqués. Le classement selon la FIFA est le suivant :
1. Grande-Bretagne
2. Danemark
3. Pays-Bas
4. Suède
5. France A
6. France B

## Statistiques

### Buteurs

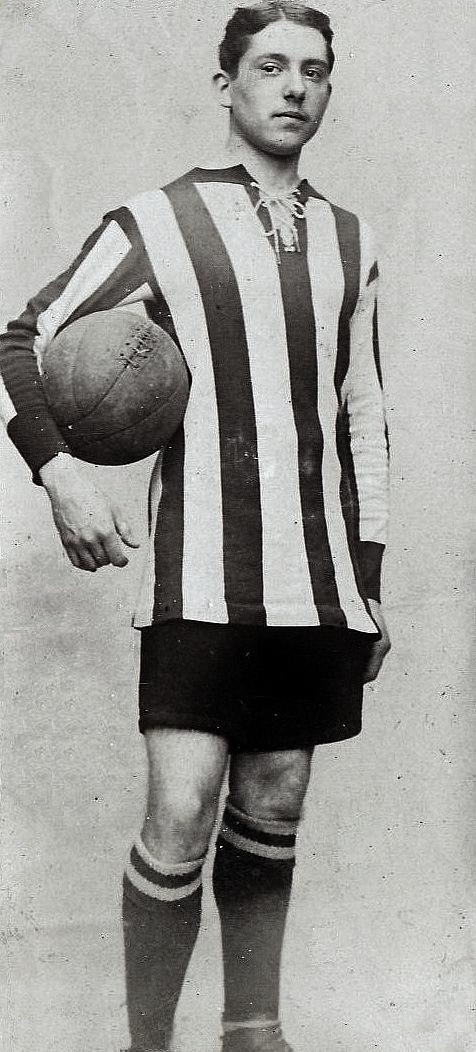
Le seul buteur français lors de cette olympiade, Émile Sartorius.

Les buteurs lors de cette olympiade sont présentés dans ce classement : le Danois Sophus Nielsen termine meilleur buteur de la compétition avec onze buts, établissant un record qui ne sera battu qu’en 1964 par le Hongrois Ferenc Bene avec douze buts. Il est aussi le premier à inscrire dix buts dans le même match lors d’un match international, record seulement égalé en 1912 par l’Allemand Gottfried Fuchs, et battu en 2001 par l’Australien Archie Thompson avec treize buts,. Comme le buteur de l’éventuel but inscrit par les Suédois lors de la petite finale est inconnu, celui-ci n’est pas comptabilisé.
11 buts
- Sophus Nielsen[58]

8 buts
- Vilhelm Wolfhagen[59]

6 buts
- Harold Stapley[60]

4 buts
- Clyde Purnell[61]

3 buts
- Nils Middelboe[62]
- Vivian Woodward[63]

2 buts
- Harald Bohr[64]
- August Lindgren[65]
- Frederick Chapman[66]
- Robert Hawkes[67]

1 but
- Émile Sartorius[68]
- Arthur Berry[69]
- Jops Reeman[70]
- Edu Snethlage[71]
- Gustaf Bergström[72]